# ラスワ郡
ラスワ郡(ラスワぐん、ネパール語: रसुवा जिल्ला)は、ネパール東部のバグマティ州の郡。
郡都はドゥンチェ。
2021年7月1日の人口は4万5554人。
面積は1544km2。 
ネパール地震 (2015年)で特に甚大な被害があり、ネパール政府から優先地域に指定された。